# Willow Nightingale
Danielle Paultre, meglio conosciuto con il ring name Willow Nightingale (North Valley Stream, 25 gennaio 1994), è una wrestler statunitense sotto contratto con la All Elite Wrestling Lotta anche nella Ring of Honor e nella New Japan Pro-Wrestling.

## Carriera

### Circuito indipendente (2015-presente)
Allenata da Mike Mondo presso la scuola New York Wrestling Connection di Deer Park, New York, debuttò come Willow Nightingale il 27 febbraio 2015, all'evento We Can Do It, perdendo contro Sammy Pickles. Ad un anno esatto dal debutto, sconfisse Aria Cadenza e conquistò il NYWC Starlet Championship.
Dopo aver riconquistato il NYWC Starlet Championship il 25 febbraio 2017, lo perse dopo 728 giorni, il 23 febbraio 2019 contro Kris Statlander. Lo rivinse per la terza volta il 25 gennaio 2020, dopo aver sconfitto Tina San Antonio in uno steel cage match, ma nella rivincita del 22 febbraio fu la San Antonio a trionfare.
Il 21 novembre 2018, all'evento Volume 108 della Shimmer Women Athletes, affrontò senza successo Dust per l'Heart of Shimmer Championship.
Il 26 febbraio 2022, vinse il NYWC Fusion Championship dopo aver sconfitto Johnny Radke, Dino Might e John Silver in un fatal 4-way match. Dopo un regno di 63 giorni, il 30 aprile successivo perse il titolo in favore di Joey Conway.

### All Elite Wrestling (2021-presente)
Il 1º maggio 2021 debuttò nella All Elite Wrestling, lottando a AEW Dark: Elevation contro Thunder Rosa, dove fu quest'ultima a prevalere. L'8 aprile 2022, nell'episodio di Rampage, prese parte ad un match di qualificazione all'Owen Hart Cup, ma fu eliminata da Red Velvet.
Il 17 giugno a Road Rager, lottò il suo primo match titolato in AEW, ma fu battuta da Jade Cargill. Ci riprovò il 7 ottobre a Battle of the Belts IV, ma ancora una volta fu la campionessa a trionfare.
Dopo aver lottato a gettone per oltre un anno, nell'episodio del 21 ottobre di Rampage, fu annunciata la sua firma con la All Elite Wrestling.

### Ring of Honor (2021-presente)
Debuttò nella Ring of Honor il 6 giugno 2021, dove ha sconfitto Alex Gracia. Il 4 agosto prese parte al torneo per determinare la prima ROH Women's World Champion, ma fu eliminata da Allysin Kay al primo turno. Il 3 dicembre vinse contro Mandy Leon diventando guadagnandosi un'opportunità per il ROH Women's World Championship, ma l'11 dicembre, a Final Battle, fu sconfitta dalla campionessa Rok-C.
In seguito all'evento, la compagnia chiuse temporaneamente fino ad aprile e all'evento di riapertura Supercard of Honor (1º aprile), Nightingale affrontò Mercedes Martinez per il titolo femminile ad interim, ma fu nuovamente sconfitta.

### New Japan Pro-Wrestling (2023-presente)
Il 28 aprile 2023, la New Japan Pro-Wrestling annunciò la partecipazione di Willow Nightingale ad un torneo a quattro donne il 21 maggio per l'evento Resurgence per incoronare la prima Strong Women's Champion. All'evento, Nightingale riuscì a battere Momo Kohgo in semifinale e Mercedes Moné in finale e si laureò campionessa. Difese per la prima volta la cintura il 2 giugno a Rampage, dove riuscì a battere Emi Sakura.

## Personaggio

### Mosse finali
- Babe With The Powerbomb (gutwrench powerbomb)[2]
- Fisherman suplex[2]

### Soprannomi
- "The Babe With The Power"[2]

## Titoli e riconoscimenti
- All Elite Wrestling
  - AEW TBS Championship (1)[28]
- Chikara
  - Chikara Campeonatos de Parejas (1) – con Solo Darling[29]
- New Japan Pro-Wrestling
  - Strong Women's Championship (1)[5]
- New York Wrestling Connection
  - NYWC Starlet Championship (3)[8][9][10]
  - NYWC Fusion Championship (1)[13]
- Pro Wrestling Illustrated
  - 40ª tra le migliori 150 wrestler femminili della PWI Women's 150 (2022)[30]
- Queens of Combat
  - QOC Tag Team Championship (1) – con Faye Jackson[31]